# منتخب الولايات المتحدة لكرة القدم الأمريكية
منتخب الولايات المتحدة لكرة القدم الأمريكية (بالإنجليزية: United States national American football team)‏ هو ممثل الولايات المتحدة الرسمي في المنافسات الدولية في كرة القدم الأمريكية . تأسس في 1984.

## وصلات خارجية
- الموقع الرسمي